# Castelo Fernie

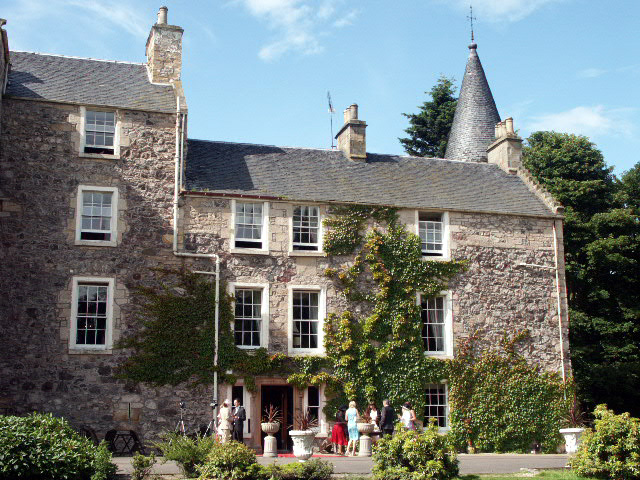
Castelo Fernie

O Castelo Fernie é uma casa-torre ampliada do século XVI no nordeste de Fife, na Escócia.
Situado a leste da vila de Letham, foi construído originalmente num layout em L . O castelo foi posteriormente ampliado para incluir um bloco de três andares que incluía uma torre redonda num dos cantos.
O castelo é agora usado principalmente como um hotel; também é usado para casamentos.